# Beerschot Voetbalclub Antwerpen in het seizoen 2022/23
Dit artikel beschrijft de prestaties van de Belgische voetbalclub Beerschot Voetbalclub Antwerpen in het seizoen 2022–2023.

## Spelerskern en statistieken
| Nr.           | Naam                      | Nat.                                      | Geboortedatum | Competitie | Competitie | Beker | Beker | Totaal | Totaal | Vorige club              |
| Nr.           | Naam                      | Nat.                                      | Geboortedatum | W          |            | W     |       | W      |        | Vorige club              |
| ------------- | ------------------------- | ----------------------------------------- | ------------- | ---------- | ---------- | ----- | ----- | ------ | ------ | ------------------------ |
| Keepers       |                           |                                           |               |            |            |       |       |        |        |                          |
| 1             | Bill Lathouwers           | Vlag van België                           | 18-09-1999    | 27         | 0          | 2     | 0     | 29     | 0      | Waasland-Beveren         |
| 31            | Mike Vanhamel             | Vlag van België                           | 16-11-1989    | 3          | 0          | 0     | 0     | 3      | 0      | KV Oostende              |
| 71            | Davor Matijaš             | Vlag van Kroatië                          | 23-08-1999    | 2          | 0          | 0     | 0     | 2      | 0      | Antwerp FC               |
| Verdedigers   |                           |                                           |               |            |            |       |       |        |        |                          |
| 2             | Jan Van den Bergh         | Vlag van België                           | 01-10-1994    | 28         | 2          | 2     | 0     | 30     | 2      | AA Gent                  |
| 3             | Hervé Matthys             | Vlag van België                           | 19-01-1996    | 31         | 2          | 2     | 0     | 33     | 2      | ADO Den Haag             |
| 4             | Frédéric Frans            | Vlag van België                           | 03-01-1989    | 15         | 0          | 1     | 0     | 16     | 0      | Lierse Kempenzonen       |
| 5             | Robbe Quirynen            | Vlag van België                           | 03-11-2001    | 7          | 0          | 2     | 0     | 9      | 0      | KMSK Deinze              |
| 6             | Luca Meisl                | Vlag van Oostenrijk                       | 04-03-1999    | 23         | 0          | 1     | 0     | 24     | 0      | SV Ried                  |
| 16            | Léo Seydoux               | Vlag van Zwitserland                      | 16-03-1998    | 32         | 1          | 2     | 0     | 34     | 1      | KVC Westerlo             |
| 24            | Mardochee Nzita           | Vlag van België · Vlag van Congo-Kinshasa | 24-02-2000    | 18         | 0          | 1     | 1     | 19     | 1      | Delfino Pescara 1936     |
| 28            | Marco Weymans             | Vlag van België                           | 09-07-1997    | 22         | 0          | 1     | 0     | 23     | 0      | Östersunds FK            |
| 47            | Nicksoen Gomis            | Vlag van Frankrijk                        | 15-03-2002    | 1          | 0          | 0     | 0     | 1      | 0      | Sheffield United FC      |
| 66            | Apostolos Konstantopoulos | Vlag van Griekenland                      | 02-08-2002    | 21         | 0          | 0     | 0     | 21     | 0      | Panetolikos              |
| Middenvelders |                           |                                           |               |            |            |       |       |        |        |                          |
| 8             | Ibrahim Alhassan          | Vlag van Nigeria                          | 03-11-1996    | 16         | 1          | 2     | 0     | 18     | 1      | CD Nacional              |
| 18            | Ryan Sanusi               | Vlag van België                           | 05-01-1992    | 25         | 4          | 2     | 1     | 27     | 5      | Grenoble Foot 38         |
| 22            | Andi Koshi                | Vlag van België · Vlag van Kosovo         | 17-02-2001    | 19         | 1          | 2     | 0     | 21     | 1      | Cercle Brugge            |
| 35            | Dante Rigo                | Vlag van België                           | 11-12-1998    | 30         | 2          | 1     | 0     | 31     | 2      | PSV                      |
| 52            | Axl Van Himbeeck          | Vlag van België                           | 08-03-2005    | 9          | 2          | 0     | 0     | 9      | 2      | Eigen jeugd              |
| Aanvallers    |                           |                                           |               |            |            |       |       |        |        |                          |
| 7             | Thibo Baeten              | Vlag van België                           | 04-06-2002    | 29         | 13         | 2     | 1     | 31     | 14     | N.E.C.                   |
| 9             | Ayouba Kosiah             | Vlag van Nederland                        | 22-07-2001    | 6          | 2          | 0     | 0     | 6      | 2      | NAC Breda                |
| 10            | Thibaud Verlinden         | Vlag van België                           | 09-07-1999    | 31         | 5          | 2     | 1     | 33     | 6      | DAC 1904 Dunajská Streda |
| 11            | Henri Koide               | Vlag van Zwitserland                      | 06-04-2001    | 3          | 0          | 0     | 0     | 3      | 0      | FC Zürich                |
| 17            | Nökkvi Thórisson          | Vlag van IJsland                          | 13-08-1999    | 28         | 7          | 2     | 1     | 30     | 8      | KA Akureyri              |
| 40            | Ilias Sebaoui             | Vlag van België                           | 04-10-2001    | 28         | 1          | 1     | 0     | 29     | 1      | Eigen jeugd              |
| 70            | Aaron Osei Bonsu          | Vlag van België                           | 29-03-2005    | 2          | 0          | 0     | 0     | 2      | 0      | Eigen jeugd              |

### Technische staf
| Functie         | Naam              | Nationaliteit   |
| --------------- | ----------------- | --------------- |
| Coach           | Andreas Wieland   | Oostenrijk      |
| Assistent-coach | Frank Magerman    | België          |
| Keeperstrainer  | Tomislav Pačovski | Noord-Macedonië |

## Bestuur
| Functie             | Naam             | Nationaliteit |
| ------------------- | ---------------- | ------------- |
| Voorzitter          | Francis Vrancken | België        |
| Sportief manager    | Frank Staes      | België        |
| Secretaris-generaal | Walter Claes     | België        |

## Transfers

### Zomer 2022
| Naam                | Nationaliteit          | Van/naar                  | Type               |
| ------------------- | ---------------------- | ------------------------- | ------------------ |
| Inkomend            |                        |                           |                    |
| Nökkvi Thórisson    | IJsland                | KA Akureyri               | Gekocht            |
| Nauris Petkevičius  | Litouwen               | Charleroi                 | Gehuurd            |
| Davor Matijaš       | Kroatië                | Antwerp FC                | Gekocht            |
| Léo Seydoux         | Zwitserland            | KVC Westerlo              | Gehuurd            |
| Romano La Morte     | België                 | Royal Excel Moeskroen     | Transfervrij       |
| Luca Meisl          | Oostenrijk             | SV Ried                   | Gekocht            |
| Andi Koshi          | België, Kosovo         | Cercle Brugge             | Transfervrij       |
| Hervé Matthys       | België                 | ADO Den Haag              | Transfervrij       |
| Marco Weymans       | België                 | Östersunds FK             | Transfervrij       |
| Ibrahim Alhassan    | Nigeria                | CD Nacional               | Transfervrij       |
| Mardochee Nzita     | België, Congo-Kinshasa | Delfino Pescara 1936      | Gekocht            |
| Bill Lathouwers     | België                 | Waasland-Beveren          | Transfervrij       |
| Thibo Baeten        | België                 | N.E.C.                    | Gekocht            |
| Thibaud Verlinden   | België                 | DAC 1904 Dunajská Streda  | Gekocht            |
| Robbe Quirynen      | België                 | KMSK Deinze               | Gekocht            |
| Uitgaand            |                        |                           |                    |
| Antoine Lejoly      | België                 | RFC Luik                  | Verkocht           |
| Blessing Eleke      | Nigeria                | Kashima Antlers           | Verkocht           |
| Lawrence Shankland  | Schotland              | Heart of Midlothian       | Verkocht           |
| Ismaila Coulibaly   | Mali                   | Sheffield United          | Einde huur         |
| Wouter Biebauw      | België                 |                           | Einde carrière     |
| Tom Pietermaat      | België                 | Patro Eisden Maasmechelen | Contract ontbonden |
| Leon Kreković       | Kroatië                | HNK Šibenik               | Contract ontbonden |
| Réda Halaïmia       | Algerije               | MC Alger                  | Contract ontbonden |
| Pierre Bourdin      | Frankrijk              | Excelsior Virton          | Contract ontbonden |
| Raphael Holzhauser  | Oostenrijk             | Oud-Heverlee Leuven       | Contract ontbonden |
| Musashi Suzuki      | Japan                  | Gamba Osaka               | Contract ontbonden |
| Joren Dom           | België                 | Oud-Heverlee Leuven       | Contract ontbonden |
| Marius Noubissi     | Nigeria                | Valenciennes FC           | Einde contract     |
| David Mukuna-Trouet | België                 | AA Gent (beloften)        | Verkocht           |

### Winter 2023
| Naam               | Nationaliteit | Van/naar            | Type               |
| ------------------ | ------------- | ------------------- | ------------------ |
| Inkomend           |               |                     |                    |
| Ayouba Kosiah      | Nederland     |                     | Transfervrij       |
| Nicksoen Gomis     | Frankrijk     | Sheffield United FC | Gehuurd            |
| Henri Koide        | Zwitserland   | FC Zürich           | Gekocht            |
| Uitgaand           |               |                     |                    |
| Abraham Okyere     | Ghana         |                     | Transfervrij       |
| Romano La Morte    | België        |                     | Contract ontbonden |
| Nauris Petkevičius | Litouwen      | Charleroi           | Einde huur         |
| Ramiro Vaca        | Bolivia       | Club Bolívar        | Verkocht           |
| Stipe Radić        | Kroatië       | Fortuna Sittard     | Transfervrij       |

## Oefenwedstrijden
Hieronder een overzicht van de oefenwedstrijden die Beerschot in de aanloop naar en tijdens het seizoen 2022/23 speelt.
| Datum      | Thuis/Uit | Tegenstander                        | Score | Doelpuntenmaker(s) Beerschot                                          |
| ---------- | --------- | ----------------------------------- | ----- | --------------------------------------------------------------------- |
| 29-06-2022 | uit       | Kontich FC (Eerste provinciale)     | 0 - 4 | 4' Sebaoui 0-1, 46' Vaca 0-2, 73' 0-3 (e.d.), 76' Kaissi 0-4          |
| 02-07-2022 | uit       | Club Brugge (Eerste klasse A)       | 2 - 1 | 75' Goossens 1-1                                                      |
| 06-07-2022 | uit       | OH Leuven (Eerste klasse A)         | 2 - 1 | 30' Sanusi 1-1                                                        |
| 16-07-2022 | uit       | KVC Westerlo (Eerste klasse A)      | 2 - 3 | 22' Baeten 1-1, 35' Vaca 1-2, 82' 2-3 Vaca                            |
| 16-07-2022 | uit       | RVC Hoboken (Tweede provinciale)    | 2 - 4 | 16' Cloots 0-1, 31' Verlinden 0-2, 67' 1-3 La Morte, 69' 1-4 La Morte |
| 23-07-2022 | neutraal  | Sparta Rotterdam (Eredivisie)       | 1 - 0 | 81' Vaca 1-0                                                          |
| 24-07-2022 | uit       | KSK Heist (Eerste nationale)        | 1 - 1 | 89' Okyere 1-1                                                        |
| 30-07-2022 | thuis     | FC Eindhoven (Eerste divisie)       | 2 - 2 | 83' Vaca 1-2, 86' 2-2 Sebaoui (pen.)                                  |
| 06-08-2022 | uit       | KFC Dessel Sport (Eerste nationale) | 1 - 0 |                                                                       |
| 08-01-2023 | uit       | KVC Westerlo (Eerste klasse A)      | 7 - 0 |                                                                       |

## Challenger Pro League

### Reguliere competitie

#### Wedstrijden
| Challenger Pro League                                                                                         |                                             |                               |                                               | |                                                                   |
| Wedstrijddetails                                                                                              | Thuisploeg                                  | Uitslag                       | Uitploeg                                      | Opstelling | Kaarten                                                           |
| Heenronde |                                             |                               |                                               | |                                                                   |
| 13 augustus 2022 16:00 Olympisch Stadion Antwerpen Ref.: Arthur Denil Toeschouwers: 0                         | Beerschot                                   | 1 – 0                         | SK Beveren                                    | Vanhamel Meisl, Van den Bergh, Matthys Seydoux, Koshi (46' Rigo), Sebaoui (76' Weymans), Sanusi , Nzita (85' La Morte) Baeten (88' Frans), Vaca (76' Verlinden)                     | 18' Koshi 29' Sanusi 37' Seydoux 61' Van den Bergh 90+4' La Morte |
| 13 augustus 2022 16:00 Olympisch Stadion Antwerpen Ref.: Arthur Denil Toeschouwers: 0                         | Matthys 17'                                 | 1 – 0                         |                                               | Vanhamel Meisl, Van den Bergh, Matthys Seydoux, Koshi (46' Rigo), Sebaoui (76' Weymans), Sanusi , Nzita (85' La Morte) Baeten (88' Frans), Vaca (76' Verlinden)                     | 18' Koshi 29' Sanusi 37' Seydoux 61' Van den Bergh 90+4' La Morte |
| 19 augustus 2022 20:00 Maurice Dufrasnestadion Luik Ref.: Kevin Debeuckelaere Toeschouwers: 764               | SL16 FC                                     | 2 – 2                         | Beerschot                                     | Vanhamel Seydoux (82' Weymans), Meisl, Van den Bergh, Matthys Koshi (65' Alhassan), Vaca, Sanusi Verlinden (82' La Morte), Baeten (66' Sebaoui), Nzita (59' Rigo)                   | 45' Baeten 80' Sanusi 90' Van den Bergh                           |
| 19 augustus 2022 20:00 Maurice Dufrasnestadion Luik Ref.: Kevin Debeuckelaere Toeschouwers: 764               | Kuavita 41' El Fanis 82' (pen.)             | 1 – 0 1 – 1 2 – 1 2 – 2       | 46' Seydoux 86' Alhassan                      | Vanhamel Seydoux (82' Weymans), Meisl, Van den Bergh, Matthys Koshi (65' Alhassan), Vaca, Sanusi Verlinden (82' La Morte), Baeten (66' Sebaoui), Nzita (59' Rigo)                   | 45' Baeten 80' Sanusi 90' Van den Bergh                           |
| 28 augustus 2022 20:00 Olympisch Stadion Antwerpen Ref.: Simon Bourdeaud'hui Toeschouwers: 0                  | Beerschot                                   | 2 – 3                         | Lierse Kempenzonen                            | Vanhamel Seydoux, Meisl, Matthys, Nzita (75' Weymans) Koshi (62' Van Himbeeck), Sanusi , Rigo Verlinden (75' Sebaoui), Baeten, Vaca                                                 | 25' Verlinden                                                     |
| 28 augustus 2022 20:00 Olympisch Stadion Antwerpen Ref.: Simon Bourdeaud'hui Toeschouwers: 0                  | Baeten 27' Rigo 61'                         | 1 – 0 1 – 1 2 – 1 2 – 2 2 – 3 | 36' Rocha 63' Rocha 65' Tabekou               | Vanhamel Seydoux, Meisl, Matthys, Nzita (75' Weymans) Koshi (62' Van Himbeeck), Sanusi , Rigo Verlinden (75' Sebaoui), Baeten, Vaca                                                 | 25' Verlinden                                                     |
| 3 september 2022 16:00 Schiervelde Roeselare Ref.: Tom Stevens Toeschouwers: 672                              | Club NXT                                    | 1 – 2                         | Beerschot                                     | Lathouwers Seydoux, Meisl, Matthys, Weymans (83' Nzita) Alhassan (83' Koshi), Sanusi , Rigo (80' Frans) Baeten, Vaca (60' Sebaoui), Verlinden                                       | 21' Matthys 55' Sanusi 61' Verlinden 86' Koshi                    |
| 3 september 2022 16:00 Schiervelde Roeselare Ref.: Tom Stevens Toeschouwers: 672                              | Pérez 78'                                   | 0 – 1 0 – 2 1 – 2             | 40' Baeten 65' Baeten                         | Lathouwers Seydoux, Meisl, Matthys, Weymans (83' Nzita) Alhassan (83' Koshi), Sanusi , Rigo (80' Frans) Baeten, Vaca (60' Sebaoui), Verlinden                                       | 21' Matthys 55' Sanusi 61' Verlinden 86' Koshi                    |
| 9 september 2022 20:00 Olympisch Stadion Antwerpen Ref.: Quentin Pirard Toeschouwers: 4.700                   | Beerschot                                   | 0 – 2                         | Lommel SK                                     | Lathouwers Meisl (84' Frans), Van den Bergh, Matthys Seydoux, Sanusi , Vaca (46' Nzita), Rigo, Sebaoui (72' Koshi) Verlinden (71' Thórisson), Baeten (72' Petkevičius)              | 23' Rigo 37' Verlinden                                            |
| 9 september 2022 20:00 Olympisch Stadion Antwerpen Ref.: Quentin Pirard Toeschouwers: 4.700                   |                                             | 0 – 1 0 – 2                   | 43' Santos 82' Martínez                       | Lathouwers Meisl (84' Frans), Van den Bergh, Matthys Seydoux, Sanusi , Vaca (46' Nzita), Rigo, Sebaoui (72' Koshi) Verlinden (71' Thórisson), Baeten (72' Petkevičius)              | 23' Rigo 37' Verlinden                                            |
| 18 september 2022 16:00 Yvan Georgesstadion Virton Ref.: Michiel Allaerts Toeschouwers: 1.509                 | Excelsior Virton                            | 1 – 2                         | Beerschot                                     | Lathouwers Meisl, Van den Bergh, Matthys Seydoux, Koshi (46' Baeten), Sanusi , Vaca (63' Petkevičius), Weymans (77' Nzita) Thórisson (83' Frans), Sebaoui (63' Verlinden)           | 40' Meisl 59' Matthys                                             |
| 18 september 2022 16:00 Yvan Georgesstadion Virton Ref.: Michiel Allaerts Toeschouwers: 1.509                 | Abdallah 17'                                | 1 – 0 1 – 1 1 – 2             | 54' Baeten 75' Van den Bergh                  | Lathouwers Meisl, Van den Bergh, Matthys Seydoux, Koshi (46' Baeten), Sanusi , Vaca (63' Petkevičius), Weymans (77' Nzita) Thórisson (83' Frans), Sebaoui (63' Verlinden)           | 40' Meisl 59' Matthys                                             |
| 1 oktober 2022 20:00 Olympisch Stadion Antwerpen Ref.: Laurent Willems Toeschouwers: 3.750                    | Beerschot                                   | 2 – 0                         | KMSK Deinze                                   | Lathouwers Seydoux, Meisl (80' Frans), Matthys, Nzita (89' Weymans) Rigo, Sanusi , Van den Bergh Thórisson (88' Petkevičius), Baeten (80' Vaca), Verlinden (80' Sebaoui)            |                                                                   |
| 1 oktober 2022 20:00 Olympisch Stadion Antwerpen Ref.: Laurent Willems Toeschouwers: 3.750                    | Baeten 41' (pen.) Thórisson 50'             | 1 – 0 2 – 0                   |                                               | Lathouwers Seydoux, Meisl (80' Frans), Matthys, Nzita (89' Weymans) Rigo, Sanusi , Van den Bergh Thórisson (88' Petkevičius), Baeten (80' Vaca), Verlinden (80' Sebaoui)            |                                                                   |
| 8 oktober 2022 20:00 Edmond Machtensstadion Sint-Jans-Molenbeek Ref.: Simon Bourdeaud'hui Toeschouwers: 3.168 | RWDM                                        | 2 – 0                         | Beerschot                                     | Lathouwers Seydoux (86' Frans), Meisl, Matthys (71' Vaca), Weymans (46' Nzita) Rigo (81' Alhassan), Sanusi , Van den Bergh Thórisson, Baeten, Verlinden (71' Sebaoui)               | 65' Matthys 90+5' Alhassan                                        |
| 8 oktober 2022 20:00 Edmond Machtensstadion Sint-Jans-Molenbeek Ref.: Simon Bourdeaud'hui Toeschouwers: 3.168 | Plange 40' Biron 63'                        | 1 – 0 2 – 0                   |                                               | Lathouwers Seydoux (86' Frans), Meisl, Matthys (71' Vaca), Weymans (46' Nzita) Rigo (81' Alhassan), Sanusi , Van den Bergh Thórisson, Baeten, Verlinden (71' Sebaoui)               | 65' Matthys 90+5' Alhassan                                        |
| 16 oktober 2022 20:00 Olympisch Stadion Antwerpen Ref.: Jordy Vermeire Toeschouwers: 4.046                    | Beerschot                                   | 1 – 1                         | Dender EH                                     | Lathouwers Meisl (61' Rigo), Frans, Matthys Seydoux (61' Weymans), Sanusi , Vaca (46' Verlinden), Van den Bergh, Nzita Thórisson, Baeten (87' Sebaoui)                              | 51' Baeten 89' Sanusi 90+1' Weymans                               |
| 16 oktober 2022 20:00 Olympisch Stadion Antwerpen Ref.: Jordy Vermeire Toeschouwers: 4.046                    | Sanusi 50'                                  | 1 – 0 1 – 1                   | 71' Marzo                                     | Lathouwers Meisl (61' Rigo), Frans, Matthys Seydoux (61' Weymans), Sanusi , Vaca (46' Verlinden), Van den Bergh, Nzita Thórisson, Baeten (87' Sebaoui)                              | 51' Baeten 89' Sanusi 90+1' Weymans                               |
| 22 oktober 2022 16:00 Cegeka Arena Genk Ref.: Michiel Allaerts Toeschouwers: 730                              | Jong Genk                                   | 1 – 2                         | Beerschot                                     | Lathouwers Konstantopoulos, Matthys, Van den Bergh Seydoux (62' Quirynen), Rigo, Sanusi , Nzita (90+1' Koshi) Verlinden (68' Sebaoui), Baeten, Thórisson                            | 39' Seydoux 90+3' Koshi                                           |
| 22 oktober 2022 16:00 Cegeka Arena Genk Ref.: Michiel Allaerts Toeschouwers: 730                              | Beniangba 49'                               | 0 – 1 1 – 1 1 – 2             | 3' Baeten 50' Baeten                          | Lathouwers Konstantopoulos, Matthys, Van den Bergh Seydoux (62' Quirynen), Rigo, Sanusi , Nzita (90+1' Koshi) Verlinden (68' Sebaoui), Baeten, Thórisson                            | 39' Seydoux 90+3' Koshi                                           |
| 29 oktober 2022 20:00 Olympisch Stadion Antwerpen Ref.: Quentin Pirard Toeschouwers: 3.896                    | Beerschot                                   | 1 – 2                         | RSCA Futures                                  | Lathouwers Konstantopoulos, Matthys, Van den Bergh Seydoux (81' Vaca), Rigo, Sanusi , Nzita (62' Alhassan) Verlinden (62' Sebaoui), Baeten, Thórisson                               |                                                                   |
| 29 oktober 2022 20:00 Olympisch Stadion Antwerpen Ref.: Quentin Pirard Toeschouwers: 3.896                    | Sanusi 89'                                  | 0 – 1 0 – 2 1 – 2             | 22' El Hadj 71' Stassin                       | Lathouwers Konstantopoulos, Matthys, Van den Bergh Seydoux (81' Vaca), Rigo, Sanusi , Nzita (62' Alhassan) Verlinden (62' Sebaoui), Baeten, Thórisson                               |                                                                   |
| Terugronde |                                             |                               |                                               | |                                                                   |
| 6 november 2022 16:00 Soevereinstadion Lommel Ref.: Anthony Letellier Toeschouwers: 2.055                     | Lommel SK                                   | 1 – 3                         | Beerschot                                     | Lathouwers Konstantopoulos (88' Meisl), Matthys, Van den Bergh Seydoux, Rigo, Sanusi , Nzita Verlinden (89' Vaca), Baeten (90+3' Sebaoui), Thórisson (90+3' Koshi)                  | 76' Konstantopoulos                                               |
| 6 november 2022 16:00 Soevereinstadion Lommel Ref.: Anthony Letellier Toeschouwers: 2.055                     | Kadiri 4'                                   | 0 – 1 1 – 1 1 – 2 1 – 3       | 1' Verlinden 68' Verlinden 84' Thórisson      | Lathouwers Konstantopoulos (88' Meisl), Matthys, Van den Bergh Seydoux, Rigo, Sanusi , Nzita Verlinden (89' Vaca), Baeten (90+3' Sebaoui), Thórisson (90+3' Koshi)                  | 76' Konstantopoulos                                               |
| 12 november 2022 20:00 Olympisch Stadion Antwerpen Ref.: Tom Stevens Toeschouwers: 4.045                      | Beerschot                                   | 3 – 0                         | Excelsior Virton                              | Lathouwers Konstantopoulos (89' Meisl), Matthys, Van den Bergh Seydoux (83' Quirynen), Rigo, Sanusi (89' Alhassan), Nzita Verlinden (89' Vaca), Baeten, Thórisson (77' Sebaoui)     |                                                                   |
| 12 november 2022 20:00 Olympisch Stadion Antwerpen Ref.: Tom Stevens Toeschouwers: 4.045                      | Rigo 55' Thórisson 70' Baeten 75'           | 1 – 0 2 – 0 3 – 0             |                                               | Lathouwers Konstantopoulos (89' Meisl), Matthys, Van den Bergh Seydoux (83' Quirynen), Rigo, Sanusi (89' Alhassan), Nzita Verlinden (89' Vaca), Baeten, Thórisson (77' Sebaoui)     |                                                                   |
| 19 november 2022 16:00 Olympisch Stadion Antwerpen Ref.: Simon Bourdeaud'hui Toeschouwers: 3.320              | Beerschot                                   | 1 – 0                         | Club NXT                                      | Lathouwers Konstantopoulos, Matthys, Van den Bergh Seydoux, Rigo (90+4' Alhassan), Sanusi , Nzita (45+1' Weymans) Verlinden (90+1' Koshi), Baeten, Thórisson                        | 45+2' Van den Bergh 64' Sanusi                                    |
| 19 november 2022 16:00 Olympisch Stadion Antwerpen Ref.: Simon Bourdeaud'hui Toeschouwers: 3.320              | Matthys 21'                                 | 1 – 0                         |                                               | Lathouwers Konstantopoulos, Matthys, Van den Bergh Seydoux, Rigo (90+4' Alhassan), Sanusi , Nzita (45+1' Weymans) Verlinden (90+1' Koshi), Baeten, Thórisson                        | 45+2' Van den Bergh 64' Sanusi                                    |
| 26 november 2022 20:00 Lotto Park Anderlecht Ref.: Quentin Pirard Toeschouwers: 1.073                         | RSCA Futures                                | 1 – 2                         | Beerschot                                     | Lathouwers Konstantopoulos, Matthys, Van den Bergh Seydoux (90+3' Meisl), Rigo, Sanusi , Sebaoui (46' Weymans) Verlinden (88' Alhassan), Baeten, Thórisson (85' Vaca)               | 39' Konstantopoulos 87' Lathouwers 89' Van den Bergh              |
| 26 november 2022 20:00 Lotto Park Anderlecht Ref.: Quentin Pirard Toeschouwers: 1.073                         | Stassin 12'                                 | 1 – 0 0 – 2 1 – 2             | 34' Sanusi 57' Thórisson                      | Lathouwers Konstantopoulos, Matthys, Van den Bergh Seydoux (90+3' Meisl), Rigo, Sanusi , Sebaoui (46' Weymans) Verlinden (88' Alhassan), Baeten, Thórisson (85' Vaca)               | 39' Konstantopoulos 87' Lathouwers 89' Van den Bergh              |
| 4 december 2022 13:30 Van Roystadion Denderleeuw Ref.: Maarten Toeback Toeschouwers: 1.198                    | Dender EH                                   | 2 – 3                         | Beerschot                                     | Lathouwers Konstantopoulos, Matthys, Van den Bergh Seydoux, Rigo, Sanusi , Weymans Verlinden (82' Sebaoui), Baeten (90+2' Alhassan), Thórisson                                      | 78' Thórisson 87' Sebaoui 88' Weymans                             |
| 4 december 2022 13:30 Van Roystadion Denderleeuw Ref.: Maarten Toeback Toeschouwers: 1.198                    | Butalenga 74' Atteri 76'                    | 0 – 1 0 – 2 0 – 3 1 – 3 2 – 3 | 16' (pen.) Baeten 18' Verlinden 59' Thórisson | Lathouwers Konstantopoulos, Matthys, Van den Bergh Seydoux, Rigo, Sanusi , Weymans Verlinden (82' Sebaoui), Baeten (90+2' Alhassan), Thórisson                                      | 78' Thórisson 87' Sebaoui 88' Weymans                             |
| 11 december 2022 17:00 Olympisch Stadion Antwerpen Ref.: Simon Bourdeaud'hui Toeschouwers: 3.598              | Beerschot                                   | 1 – 0                         | SL16 FC                                       | Lathouwers Seydoux (90+2' Meisl), Konstantopoulos, Matthys, Van den Bergh Rigo, Sanusi , Thórisson (84' Vaca), Weymans (73' Alhassan) Verlinden (90+2' Sebaoui), Baeten             | 38' Sanusi 70' Weymans                                            |
| 11 december 2022 17:00 Olympisch Stadion Antwerpen Ref.: Simon Bourdeaud'hui Toeschouwers: 3.598              | Verlinden 22'                               | 1 – 0                         |                                               | Lathouwers Seydoux (90+2' Meisl), Konstantopoulos, Matthys, Van den Bergh Rigo, Sanusi , Thórisson (84' Vaca), Weymans (73' Alhassan) Verlinden (90+2' Sebaoui), Baeten             | 38' Sanusi 70' Weymans                                            |
| 15 januari 2023(1) 16:00 Burgemeester Van de Wielestadion Deinze Ref.: Simon Bourdeaud'hui Toeschouwers: 654  | KMSK Deinze                                 | 3 – 2                         | Beerschot                                     | Lathouwers Konstantopoulos, Matthys, Van den Bergh Seydoux (55' Koshi), Sebaoui, Rigo, Nzita (73' Meisl) Verlinden (56' Alhassan), Baeten, Thórisson                                | 30' Nzita 33' Matthys                                             |
| 15 januari 2023(1) 16:00 Burgemeester Van de Wielestadion Deinze Ref.: Simon Bourdeaud'hui Toeschouwers: 654  | Staelens 26' Staelens 45' Dansoko 90'       | 1 – 0 2 – 0 2 – 1 2 – 2 3 – 2 | 71' Baeten 85' (pen.) Baeten                  | Lathouwers Konstantopoulos, Matthys, Van den Bergh Seydoux (55' Koshi), Sebaoui, Rigo, Nzita (73' Meisl) Verlinden (56' Alhassan), Baeten, Thórisson                                | 30' Nzita 33' Matthys                                             |
| 22 januari 2023 16:00 Freethielstadion Beveren Ref.: Jasper Vergoote Toeschouwers: 5.100                      | SK Beveren                                  | 2 – 0                         | Beerschot                                     | Lathouwers Konstantopoulos, Matthys, Van den Bergh Seydoux (71' Quirynen), Sanusi , Rigo (90' Okyere), Nzita Verlinden, Thórisson (84' Alhassan), Sebaoui (70' Weymans)             | 51' Nzita 90+4' Weymans 90+8' Matthys                             |
| 22 januari 2023 16:00 Freethielstadion Beveren Ref.: Jasper Vergoote Toeschouwers: 5.100                      | Barry 7' Alhassan 90+5' (e.d.)              | 1 – 0 2 – 0                   |                                               | Lathouwers Konstantopoulos, Matthys, Van den Bergh Seydoux (71' Quirynen), Sanusi , Rigo (90' Okyere), Nzita Verlinden, Thórisson (84' Alhassan), Sebaoui (70' Weymans)             | 51' Nzita 90+4' Weymans 90+8' Matthys                             |
| 27 januari 2023 20:00 Olympisch Stadion Antwerpen Ref.: Michiel Allaerts Toeschouwers: 3.156                  | Beerschot                                   | 3 – 2                         | Jong Genk                                     | Lathouwers Konstantopoulos, Meisl, Van den Bergh Seydoux (46' Quirynen), Sanusi , Alhassan (83' Van Himbeeck), Nzita (58' Koshi) Verlinden, Thórisson, Sebaoui (68' La Morte)       | 65' Quirynen 77' Meisl 89' Van den Bergh                          |
| 27 januari 2023 20:00 Olympisch Stadion Antwerpen Ref.: Michiel Allaerts Toeschouwers: 3.156                  | Sebaoui 45+2' Van Himbeeck 87' Sanusi 90+6' | 0 – 1 0 – 2 1 – 2 2 – 2 3 – 2 | 12' Cutillas-Carpe 25' Didden                 | Lathouwers Konstantopoulos, Meisl, Van den Bergh Seydoux (46' Quirynen), Sanusi , Alhassan (83' Van Himbeeck), Nzita (58' Koshi) Verlinden, Thórisson, Sebaoui (68' La Morte)       | 65' Quirynen 77' Meisl 89' Van den Bergh                          |
| 4 februari 2023 20:00 Herman Vanderpoortenstadion Lier Ref.: Alexandre Boucaut Toeschouwers: 4.296            | Lierse Kempenzonen                          | 1 – 0                         | Beerschot                                     | Lathouwers Konstantopoulos, Matthys, Van den Bergh Quirynen (56' Seydoux), Sanusi , Koshi (56' Baeten), Weymans (69' Rigo) Verlinden, Thórisson (84' Koide), Sebaoui (56' Alhassan) | 63' Matthys                                                       |
| 4 februari 2023 20:00 Herman Vanderpoortenstadion Lier Ref.: Alexandre Boucaut Toeschouwers: 4.296            | Tabekou 42'                                 | 1 – 0                         |                                               | Lathouwers Konstantopoulos, Matthys, Van den Bergh Quirynen (56' Seydoux), Sanusi , Koshi (56' Baeten), Weymans (69' Rigo) Verlinden, Thórisson (84' Koide), Sebaoui (56' Alhassan) | 63' Matthys                                                       |
| 12 februari 2023 19:15 Olympisch Stadion Antwerpen Ref.: Jordy Vermeire Toeschouwers: 5.303                   | Beerschot                                   | 0 – 1                         | RWDM                                          | Lathouwers Konstantopoulos, Matthys, Van den Bergh Seydoux (69' Koide), Rigo, Sanusi , Weymans (69' Gomis) Thórisson, Baeten, Verlinden                                             | 33' Weymans 58' Sanusi 71' Van den Bergh 90+3' Konstantopoulos    |
| 12 februari 2023 19:15 Olympisch Stadion Antwerpen Ref.: Jordy Vermeire Toeschouwers: 5.303                   |                                             | 0 – 1                         | 61' (pen.) Biron                              | Lathouwers Konstantopoulos, Matthys, Van den Bergh Seydoux (69' Koide), Rigo, Sanusi , Weymans (69' Gomis) Thórisson, Baeten, Verlinden                                             | 33' Weymans 58' Sanusi 71' Van den Bergh 90+3' Konstantopoulos    |

(1): Deze wedstrijd stond oorspronkelijk gepland op 17 december 2022, maar werd uitgesteld omwille van de vrieskou waardoor het veld onbespeelbaar was.

#### Overzicht
| Speeldag  | 1 | 2 | 3 | 4 | 5 | 6  | 7  | 8  | 9  | 10 | 11 | 12 | 13 | 14 | 15 | 16 | 17 | 18 | 19 | 20 | 21 | 22 |
| --------- | - | - | - | - | - | -- | -- | -- | -- | -- | -- | -- | -- | -- | -- | -- | -- | -- | -- | -- | -- | -- |
| Resultaat | w | g | v | w | v | w  | w  | v  | g  | w  | v  | w  | w  | w  | w  | w  | w  | v  | v  | w  | v  | v  |
| Punten    | 3 | 4 | 4 | 7 | 7 | 10 | 13 | 13 | 14 | 17 | 17 | 20 | 23 | 26 | 29 | 32 | 35 | 35 | 35 | 38 | 38 | 38 |
| Positie   | 3 | 2 | 6 | 2 | 5 | 2  | 1  | 4  | 5  | 4  | 5  | 5  | 3  | 3  | 1  | 1  | 1  | 1  | 3  | 3  | 3  | 3  |

#### Klassement
| Pos | Team                          | Wed | W  | G | V  | Ptn | DV | DT | +/− |        |
| --- | ----------------------------- | --- | -- | - | -- | --- | -- | -- | --- | ------ |
| 1   | Racing White Daring Molenbeek | 22  | 14 | 4 | 4  | 46  | 41 | 21 | +20 | PO II  |
| 2   | SK Beveren                    | 22  | 12 | 7 | 3  | 43  | 52 | 25 | +27 | PO II  |
| 3   | Beerschot VA                  | 22  | 12 | 2 | 8  | 38  | 33 | 28 | +5  | PO II  |
| 4   | Lierse Kempenzonen            | 22  | 11 | 3 | 8  | 36  | 42 | 42 | 0   | PO II  |
| 5   | Club NXT                      | 22  | 10 | 6 | 6  | 36  | 38 | 30 | +8  | PO II  |
| 6   | RSCA Futures                  | 22  | 9  | 7 | 6  | 34  | 42 | 35 | +7  | PO II  |
| 7   | Lommel SK                     | 22  | 10 | 2 | 10 | 32  | 33 | 36 | −3  | PO III |

### Promotion Play-offs

#### Wedstrijden
| Challenger Pro League                                                                                       |                                                          |                         |                                 | |                                                                       |
| Wedstrijddetails                                                                                            | Thuisploeg                                               | Uitslag                 | Uitploeg                        | Opstelling | Kaarten                                                               |
| Heenronde                                                                                                   |                                                          |                         |                                 | |                                                                       |
| 26 februari 2023 16:00 Olympisch Stadion Antwerpen Ref.: Wesli De Cremer Toeschouwers: 3.283                | Beerschot                                                | 0 – 0                   | RSCA Futures                    | Lathouwers Meisl, Matthys, Van den Bergh Seydoux, Rigo, Sanusi , Weymans (72' Koshi) Verlinden, Baeten, Thórisson (58' Sebaoui)                                                     | 4' Verlinden 12' Thórisson                                            |
| 26 februari 2023 16:00 Olympisch Stadion Antwerpen Ref.: Wesli De Cremer Toeschouwers: 3.283                |                                                          |                         |                                 | Lathouwers Meisl, Matthys, Van den Bergh Seydoux, Rigo, Sanusi , Weymans (72' Koshi) Verlinden, Baeten, Thórisson (58' Sebaoui)                                                     | 4' Verlinden 12' Thórisson                                            |
| 5 maart 2023 16:00 Herman Vanderpoortenstadion Lier Ref.: Bram Van Driessche Toeschouwers: 3.115            | Lierse Kempenzonen                                       | 0 – 1                   | Beerschot                       | Lathouwers Seydoux (89' Frans), Meisl, Matthys, Van den Bergh Rigo, Verlinden, Koshi (73' Alhassan) Thórisson, Baeten, Sebaoui (83' Quirynen)                                       | 49' Meisl 64' Sebaoui 81' Thórisson 86' Quirynen 90+4' Van den Bergh  |
| 5 maart 2023 16:00 Herman Vanderpoortenstadion Lier Ref.: Bram Van Driessche Toeschouwers: 3.115            |                                                          | 0 – 1                   | 57' Baeten                      | Lathouwers Seydoux (89' Frans), Meisl, Matthys, Van den Bergh Rigo, Verlinden, Koshi (73' Alhassan) Thórisson, Baeten, Sebaoui (83' Quirynen)                                       | 49' Meisl 64' Sebaoui 81' Thórisson 86' Quirynen 90+4' Van den Bergh  |
| 10 maart 2023 20:00 Olympisch Stadion Antwerpen Ref.: Erik Lambrechts Toeschouwers: 4.419                   | Beerschot                                                | 0 – 1                   | SK Beveren                      | Lathouwers Konstantopoulos (73' Seydoux), Meisl, Matthys, Van den Bergh Rigo, Thórisson (89' Frans), Koshi (72' Alhassan) Baeten, Verlinden, Sebaoui                                | 81' Rigo                                                              |
| 10 maart 2023 20:00 Olympisch Stadion Antwerpen Ref.: Erik Lambrechts Toeschouwers: 4.419                   |                                                          | 0 – 1                   | 88' Vukotić                     | Lathouwers Konstantopoulos (73' Seydoux), Meisl, Matthys, Van den Bergh Rigo, Thórisson (89' Frans), Koshi (72' Alhassan) Baeten, Verlinden, Sebaoui                                | 81' Rigo                                                              |
| 19 maart 2023 16:00 Schiervelde Roeselare Ref.: Alexandre Boucaut Toeschouwers: 709                         | Club NXT                                                 | 2 – 1                   | Beerschot                       | Lathouwers Konstantopoulos (64' Seydoux), Meisl, Matthys, Van den Bergh Rigo, Thórisson (46' Van Himbeeck), Koshi (46' Weymans) Verlinden (76' Frans), Baeten, Sebaoui (46' Kosiah) | 65' Van den Bergh                                                     |
| 19 maart 2023 16:00 Schiervelde Roeselare Ref.: Alexandre Boucaut Toeschouwers: 709                         | De Smet 21' Vermant 44' (pen.)                           | 1 – 0 2 – 0 2 – 1       | 88' Van Himbeeck                | Lathouwers Konstantopoulos (64' Seydoux), Meisl, Matthys, Van den Bergh Rigo, Thórisson (46' Van Himbeeck), Koshi (46' Weymans) Verlinden (76' Frans), Baeten, Sebaoui (46' Kosiah) | 65' Van den Bergh                                                     |
| 2 april 2023 19:15 Olympisch Stadion Antwerpen Ref.: Wesli De Cremer Toeschouwers: 3.514                    | Beerschot                                                | 1 – 1                   | RWDM                            | Lathouwers Meisl, Konstantopoulos, Matthys Seydoux (82' Van Himbeeck), Sanusi (90+2' Weymans), Rigo, Van den Bergh Verlinden, Baeten, Thórisson (80' Kosiah)                        | 18' Van den Bergh 41' Verlinden 79' Matthys                           |
| 2 april 2023 19:15 Olympisch Stadion Antwerpen Ref.: Wesli De Cremer Toeschouwers: 3.514                    | Van den Bergh 51'                                        | 0 – 1 1 – 1             | 47' Vorogovski                  | Lathouwers Meisl, Konstantopoulos, Matthys Seydoux (82' Van Himbeeck), Sanusi (90+2' Weymans), Rigo, Van den Bergh Verlinden, Baeten, Thórisson (80' Kosiah)                        | 18' Van den Bergh 41' Verlinden 79' Matthys                           |
| Terugronde                                                                                                  |                                                          |                         |                                 | |                                                                       |
| 9 april 2023 19:15 Edmond Machtensstadion Sint-Jans-Molenbeek Ref.: Simon Bourdeaud'hui Toeschouwers: 3.466 | RWDM                                                     | 4 – 0                   | Beerschot                       | Lathouwers Seydoux (46' Quirynen), Meisl (46' Frans), Konstantopoulos, Matthys Thórisson, Van Himbeeck (67' Koshi), Rigo Baeten (81' Sebaoui), Kosiah (31' Weymans), Verlinden      | 45+1' Meisl                                                           |
| 9 april 2023 19:15 Edmond Machtensstadion Sint-Jans-Molenbeek Ref.: Simon Bourdeaud'hui Toeschouwers: 3.466 | Biron 5' Hazard 7' Konstantopoulos 35' (e.d.) Hazard 79' | 1 – 0 2 – 0 3 – 0 4 – 0 |                                 | Lathouwers Seydoux (46' Quirynen), Meisl (46' Frans), Konstantopoulos, Matthys Thórisson, Van Himbeeck (67' Koshi), Rigo Baeten (81' Sebaoui), Kosiah (31' Weymans), Verlinden      | 45+1' Meisl                                                           |
| 14 april 2023 20:00 Olympisch Stadion Antwerpen Ref.: Bert Put Toeschouwers: 2.499                          | Beerschot                                                | 4 – 0                   | Club NXT                        | Lathouwers Konstantopoulos (88' Frans), Matthys, Van den Bergh Seydoux, Van Himbeeck (75' Koshi), Rigo, Weymans Verlinden (85' Sebaoui), Baeten, Thórisson (85' Bonsu)              | 62' Konstantopoulos 78' Koshi                                         |
| 14 april 2023 20:00 Olympisch Stadion Antwerpen Ref.: Bert Put Toeschouwers: 2.499                          | Verlinden 24' Baeten 42' (pen.) Thórisson 65' Koshi 81'  | 1 – 0 2 – 0 3 – 0 4 – 0 |                                 | Lathouwers Konstantopoulos (88' Frans), Matthys, Van den Bergh Seydoux, Van Himbeeck (75' Koshi), Rigo, Weymans Verlinden (85' Sebaoui), Baeten, Thórisson (85' Bonsu)              | 62' Konstantopoulos 78' Koshi                                         |
| 22 april 2023 20:00 Freethielstadion Beveren Ref.: Kevin Van Damme Toeschouwers: 4.178                      | SK Beveren                                               | 3 – 0                   | Beerschot                       | Lathouwers Konstantopoulos (90+1' Frans), Matthys, Van den Bergh Seydoux, Van Himbeeck (66' Kosiah), Rigo, Weymans (61' Meisl) Verlinden (90+1' Koshi), Baeten, Thórisson           | 35' Konstantopoulos 68' Van den Bergh 73' Verlinden 76' Van den Bergh |
| 22 april 2023 20:00 Freethielstadion Beveren Ref.: Kevin Van Damme Toeschouwers: 4.178                      | Mbokani 47' Barry 57' Mbokani 87'                        | 1 – 0 2 – 0 3 – 0       |                                 | Lathouwers Konstantopoulos (90+1' Frans), Matthys, Van den Bergh Seydoux, Van Himbeeck (66' Kosiah), Rigo, Weymans (61' Meisl) Verlinden (90+1' Koshi), Baeten, Thórisson           | 35' Konstantopoulos 68' Van den Bergh 73' Verlinden 76' Van den Bergh |
| 5 mei 2023 20:00 Lotto Park Anderlecht Ref.: Quentin Pirard Toeschouwers: 822                               | RSCA Futures                                             | 0 – 2                   | Beerschot                       | Matijaš Konstantopoulos (85' Alhassan), Frans, Matthys Seydoux, Rigo, Sanusi (77' Van Himbeeck), Weymans (85' Bonsu) Kosiah (68' Koide), Baeten (77' Sebaoui), Thórisson            | 46' Frans 50' Weymans                                                 |
| 5 mei 2023 20:00 Lotto Park Anderlecht Ref.: Quentin Pirard Toeschouwers: 822                               |                                                          | 0 – 1 0 – 2             | 12' Kosiah 41' Kosiah           | Matijaš Konstantopoulos (85' Alhassan), Frans, Matthys Seydoux, Rigo, Sanusi (77' Van Himbeeck), Weymans (85' Bonsu) Kosiah (68' Koide), Baeten (77' Sebaoui), Thórisson            | 46' Frans 50' Weymans                                                 |
| 13 mei 2023 16:00 Olympisch Stadion Antwerpen Ref.: Klass Clerkx Toeschouwers: 3.250                        | Beerschot                                                | 1 – 2                   | Lierse Kempenzonen              | Matijaš Konstantopoulos (61' Van Himbeeck), Frans (87' Meisl), Matthys Seydoux (61' Nzita), Rigo, Sanusi , Van den Bergh Verlinden (61' Kosiah), Baeten, Thórisson (88' Sebaoui)    | 43' Seydoux 78' Matthys 90+1' Van den Bergh                           |
| 13 mei 2023 16:00 Olympisch Stadion Antwerpen Ref.: Klass Clerkx Toeschouwers: 3.250                        | Thórisson 34'                                            | 1 – 0 1 – 1 1 – 2       | 36' De Schryver 38' De Schryver | Matijaš Konstantopoulos (61' Van Himbeeck), Frans (87' Meisl), Matthys Seydoux (61' Nzita), Rigo, Sanusi , Van den Bergh Verlinden (61' Kosiah), Baeten, Thórisson (88' Sebaoui)    | 43' Seydoux 78' Matthys 90+1' Van den Bergh                           |

#### Overzicht
| Speeldag  | 1  | 2  | 3  | 4  | 5  | 6  | 7  | 8  | 9  | 10 |
| --------- | -- | -- | -- | -- | -- | -- | -- | -- | -- | -- |
| Resultaat | g  | w  | v  | v  | g  | v  | w  | v  | w  | v  |
| Punten    | 39 | 42 | 42 | 42 | 43 | 43 | 46 | 46 | 49 | 49 |
| Positie   | 3  | 3  | 3  | 4  | 4  | 4  | 4  | 4  | 3  | 3  |

#### Klassement
| Pos | Team                          | Wed | W  | G  | V  | Ptn | DV | DT | +/− |                               |
| --- | ----------------------------- | --- | -- | -- | -- | --- | -- | -- | --- | ----------------------------- |
| 1   | Racing White Daring Molenbeek | 32  | 21 | 6  | 5  | 69  | 65 | 29 | +36 | Promotie naar Eerste klasse A |
| 2   | SK Beveren                    | 32  | 20 | 8  | 4  | 68  | 76 | 34 | +42 |                               |
| 3   | Beerschot VA                  | 32  | 15 | 4  | 13 | 49  | 43 | 41 | +2  |                               |
| 4   | Club NXT                      | 32  | 14 | 7  | 11 | 49  | 51 | 48 | +3  |                               |
| 5   | Lierse Kempenzonen            | 32  | 14 | 4  | 14 | 46  | 53 | 59 | −6  |                               |
| 6   | RSCA Futures                  | 32  | 9  | 10 | 13 | 37  | 46 | 56 | −10 |                               |

## Beker van België
| Beker van België                                                                                          |                               |                         |                                              | |                                       |
| Wedstrijddetails                                                                                          | Thuisploeg                    | Uitslag                 | Uitploeg                                     | Opstelling | Kaarten                               |
| Vijfde ronde                                                                                              |                               |                         |                                              | |                                       |
| 25 september 2022 16:00 Burgemeester Graaf Leopold Lippens Park Knokke Ref.: Jari Van Laere Toeschouwers: | Knokke FC (1e Nat.)           | 0 – 4                   | Beerschot (1B)                               | Lathouwers Van den Bergh (58' Koshi), Frans, Matthys, Nzita Seydoux (71' Quirynen), Sanusi (71' Okyere), Alhassan (77' Weymans) Baeten, Thórisson, Verlinden (58' Petkevičius) | 45' Van den Bergh 85' Nzita 90' Nzita |
| 25 september 2022 16:00 Burgemeester Graaf Leopold Lippens Park Knokke Ref.: Jari Van Laere Toeschouwers: |                               | 0 – 1 0 – 2 0 – 3 0 – 4 | 8' Baeten 49' Sanusi 54' Thórisson 74' Nzita | Lathouwers Van den Bergh (58' Koshi), Frans, Matthys, Nzita Seydoux (71' Quirynen), Sanusi (71' Okyere), Alhassan (77' Weymans) Baeten, Thórisson, Verlinden (58' Petkevičius) | 45' Van den Bergh 85' Nzita 90' Nzita |
| 1/16de finale                                                                                             |                               |                         |                                              | |                                       |
| 9 november 2022 20:00 Jan Breydelstadion Brugge Ref.: Matonga Simonini Toeschouwers:                      | Cercle Brugge                 | 3 – 1                   | Beerschot (1B)                               | Lathouwers Van den Bergh, Matthys, Meisl Seydoux, Rigo (78' Alhassan), Sanusi , Koshi (57' Sebaoui) Vaca (71' Petkevičius), Baeten (57' Thórisson), Verlinden (57' Quirynen)   | 41' Verlinden 82' Alhassan            |
| 9 november 2022 20:00 Jan Breydelstadion Brugge Ref.: Matonga Simonini Toeschouwers:                      | Denkey 5' Ueda 47' Denkey 50' | 1 – 0 1 – 1 2 – 1 3 – 1 | 43' Verlinden                                | Lathouwers Van den Bergh, Matthys, Meisl Seydoux, Rigo (78' Alhassan), Sanusi , Koshi (57' Sebaoui) Vaca (71' Petkevičius), Baeten (57' Thórisson), Verlinden (57' Quirynen)   | 41' Verlinden 82' Alhassan            |